# John Mooney
John Patrick Mooney (Baltimora, 20 marzo 1998) è un cestista statunitense.